# Überschwemmungen am Horn von Afrika 2023
Die Überschwemmungen am Horn von Afrika 2023 führten im Oktober und November in Somalia, Äthiopien und Kenia zu mindestens 238 Todesopfern. Über 3,8 Millionen Menschen waren insgesamt betroffen.

## Niederschlagsmengen
Seit Beginn der Dayr-Regenzeit, der kurzen Regenzeit am Horn von Afrika, die von Anfang Oktober bis Dezember dauert, kam es zu heftigen Regenfällen, die den größten Teil Somalias und die weitere Region beeinträchtigten. Besonders betroffen waren Süd- und Zentralsomalia, Südäthiopien sowie Ostkenia. In der kurzen Regenzeit wurden am Horn von Afrika 200 bis 500 mm mehr Niederschläge als gewöhnlich verzeichnet und teilweise die höchsten Niederschlagsmengen für die Jahreszeit überhaupt.

## Meteorologische Einflussfaktoren
Sowohl die El Niño-Southern Oscillation (ENSO) als auch der Indische-Ozean-Dipol (IOD) befanden sich in einer positiven Phase, die nachweislich die Wahrscheinlichkeit starker Regenfälle am Horn von Afrika erhöht. Nach einer Zuordnungsstudie der World Weather Attribution Initiative hatte für den untersuchten Zeitraum der ENSO allerdings keinen signifikanten Einfluss, jedoch der IOD. Sowohl auf den Einfluss des IOD als auch die bisherige globale Erwärmung von 1,2 °C konnte jeweils eine Verdopplung der Intensität der Niederschläge zurückgeführt werden.

## Auswirkungen

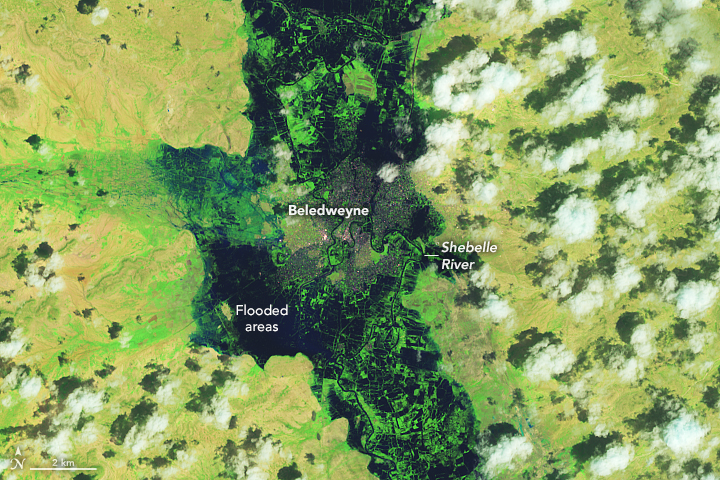
Überflutete Gebiete in Somalia bei Beledweyne am Shabelle am 15. November 2023

Zahlreiche Flüsse traten infolge der Regenfälle über die Ufer, darunter der Tana, Kenias größter Fluss. Auch am Juba in Somalia und Shabelle in Somalia und Äthiopien kam es zu Überflutungen. Die Überschwemmungen verursachten Tote und schwere Infrastrukturschäden. Auch zahlreiche Viehbestände wurden getötet und Landwirtschaftsflächen zerstört. Insgesamt kam es zu mindestens 238 Todesopfern, darunter mindestens 120 in Kenia. Über 3,8 Millionen Menschen am Horn von Afrika waren insgesamt betroffen, davon etwa 2 Millionen in Somalia, 1,4 Millionen in Äthiopien und fast 500.000 in Kenia. Aus ihren Unterkünften verdrängt wurden mindestens 1,6 Millionen, davon etwa 746.000 in Somalia, 613.000 in Äthiopien und 310.000 in Kenia. Die am stärksten betroffenen Regionen in Somalia waren Bay (mind. 495.600 Betroffene), Gedo (mind. 354.900), Jubbada Dhexe (mind. 280.000), Hiiraan (mind. 267.000), Mudug (mind. 213.300), Jubbada Hoose (mind. 199.000) und Shabeellaha Dhexe (mind. 103.500). Etwa 1,5 Millionen Hektar von hauptsächlich Landwirtschaftsfläche wurden vermutlich allein in Somalia zerstört.
Vor den Überschwemmungen erlebte das Horn von Afrika die schwerste Dürre seit Aufzeichnungsbeginn. Diese führte zwischen 2020 und 2023 zu Ernährungsunsicherheit für Millionen von Menschen.